# A View with a Room
A View with a Room ist ein Jazzalbum von Trish Clowes. Die am 31. August und 1. September 2021 in den Livingston Studios (Studio 1) in London entstandenen Aufnahmen erschienen am 22. April 2022 auf Dave Douglas‘ Label Greenleaf Music.

## Hintergrund
Trish Clowes nahm das Album mit ihrem Quartett My Iris auf, zu dem der Gitarrist Chris Montague und der Schlagzeuger James Maddren gehören, zwei Musiker, die sie während ihrer Studienzeit in London kennengelernt hatte, sowie Ross Stanley, der zu dieser Zeit ebenfalls an der Guildhall School of Music eingeschrieben war. Nachdem sie einige Zeit mit den drei Musikern in verschiedenen Formationen gearbeitet hatte, wurde MY IRIS erst gegründet, als es sich das Quartett zusammenfand; „Chris und James haben sowieso beide auf meinen vorherigen Alben gespielt, und Ross, Chris und ich hatten als kleines Nebenprojekt zusammen in einem separaten Trio gespielt, bevor wir schließlich James dazu geholt haben, um das Quartett zu bilden. Es war keine bewusste Entscheidung, keinen Bass in der Band zu haben, aber es ist einfach passiert und war eine wirklich gute Art, mein Komponieren aufzurütteln – ich musste mehr darüber nachdenken, welche Rolle jedes Instrument beim Ausfüllen des Raums spielt.“
Trish Clowes ließ sich auf A View with a Room von vielen Quellen inspirieren; drei Stücke sind nach Frauen benannt, die sie als Inspiration für bestimmte Melodien auf dem Album nennt.  „Amber“, das einzige Stück, das vor der COVID-19-Pandemie geschrieben wurde, ist Amber Bauer, der CEO von Donate4Refugees gewidmet, einer Wohltätigkeitsorganisation, für die Clowes seit einigen Jahren Botschafterin ist. „Ayana“ ist nach Ayana Elizabeth Johnson benannt, einer amerikanischen Meeresbiologin, die viele Kampagnen und Forschungen zum Klimawandel durchgeführt hat. „The Ness“ ist eine Neuinterpretation von „Round by the Ness“, einem Stück für Solocello, das Trish Clowes für ihre enge Freundin und musikalische Mitarbeiterin Louise McMonagle als Antwort auf Bilder einer anderen Mitarbeiterin, der Filmemacherin Rose Hendry, geschrieben hat; diese drehte das Musikvideo zu ‚Abbott & Costello‘, einem Stück von ihrem vorherigen Album „Ninety Degrees Gravity“ (Basho, 2019). 

## Titelliste
- Trish Clowes: A View With a Room (Greenleaf GRE 1094)

1. A View with a Room
2. The Ness
3. Amber
4. Morning Song
5. No Idea
6. Ayana
7. Time
8. Almost

## Rezeption
John Fordham schrieb in Guardian, A View with a Room sei eine reichhaltige Mischung aus filmischen Landschaftsbildern, funky Gitarren-Grooves, verträumten Träumereien aus minimalistischen Mustern und fließend klischeefreier Improvisation. Clowes habe alle bis auf eines dieser acht Stücke für ihre Live-Streaming-Sendungen während des Lockdowns geschrieben, und die Isolation, der Verlust und die sporadischen kreativen Momente des Trostes dieser Zeit beeinflussten unweigerlich ihre Themen. Dieses Album bestätige auf anschauliche Weise, dass Clowes’ stets geschicktes Ausbalancieren von Struktur und eklektischer Postbop-Improvisation mit „My Iris“ sich mit jedem Album zu verbessern scheint.
Matt Fripp (Jazz Fuel) zählte A View with a Room zu den besten Alben des Jahres; Clowes  biete ihren Bandkollegen  eine einzigartige Plattform für individuellen Ausdruck, indem sie treibende Grooves und anhaltende melodische Linien liefere, sich nahtlos zwischen erdiger Unruhe und futuristischen Traumlandschaften bewegend. Herausragend sei die exquisite Art und Weise, in der sie mit Klangfarben spielt.